# Ahou Daryaei
La jeune femme de l’université des sciences et de la recherche (en farsi : دخترعلوم و تحقیقات), possiblement nommée Ahou Daryaei (en farsi : آهو دریایی, Āhū Daryāyī, prononcé ɒːˈhuː dæɾjɒːˈjiː) — est une doctorante iranienne en littérature française à l’Université islamique Azad de Téhéran.
Le 2 novembre 2024, après avoir été harcelée par la milice islamiste Basij, qui l'aurait prise à partie pour non-port du hidjab, obligatoire dans ce pays, et lui aurait déchiré des vêtements ; elle aurait réagi en se déshabillant partiellement et en s'asseyant dans la cour de l'université pour protester. Son acte audacieux a fait d'elle un symbole de la résistance contre les lois strictes du code vestimentaire iranien et l'application du hijab obligatoire, deux ans après la mort de Mahsa Amini pour les mêmes raisons.
À la suite de son acte de résistance, elle a été arrêtée par la milice de la république islamique d'Iran. Sa localisation et son état de santé demeurent incertains, certains rapports suggèrent qu'elle pourrait être détenue dans un établissement psychiatrique, ce qui suscite des préoccupations internationales quant à son traitement. En Iran, les autorités ont une pratique documentée de qualifier de mentalement instables les femmes qui s'opposent aux lois sur le hijab, afin de réprimer les dissidences,,.
Sa protestation et son arrestation subséquente ont attiré l’attention à l'échelle internationale, avec des organisations de défense des droits humains appelant à sa libération. En novembre 2024, elle aurait été libérée. Cependant, malgré cette annonce officielle de libération, des incertitudes subsistent quant à son état de santé et les circonstances exactes de sa détention. Son geste courageux continue de symboliser la lutte des femmes iraniennes contre les lois répressives et les violences systémiques qu'elles subissent, notamment sur les campus universitaires, où la surveillance et le contrôle constants alimentent un climat de peur quotidienne.

## Contexte
La protestation d'Ahou Daryaei s'inscrit dans un mouvement plus large, baptisé Femme, Vie, Liberté (زن، زندگی، آزادی), qui a émergé après la mort de Mahsa Amini en septembre 2022. Ce mouvement a vu une mobilisation sans précédent des femmes iraniennes, défiant les lois vestimentaires imposées par le régime islamique et réclamant des droits fondamentaux. Cette revendication de liberté s’est amplifiée avec la circulation d’images telles que celles de l’acte d’Ahou Daryaei. Plus largement, cet acte de résistance s'inscrit dans un contexte de lutte contre la répression systémique exercée par le régime iranien à l’encontre des femmes et des activistes politiques.
Un nombre croissant de femmes iraniennes résistent activement aux lois du pays sur le port obligatoire du voile. Ce mouvement a vu des femmes retirer publiquement leur hijab, partager des images et des vidéos sur les réseaux sociaux, et participer à des manifestations pour les libertés personnelles et les droits des femmes. Malgré les risques d’arrestation et de harcèlement, les manifestations consécutives à la mort de Mahsa Amini perdurent, défiant les règles strictes du code vestimentaire iranien. Depuis l’élection du nouveau président iranien, en juillet dernier, en 4 mois, 386 exécutions officielles ont eu lieu.
Azadeh Kian, professeure de sciences politiques à l’université Paris-Diderot et spécialiste de l’Iran, a déclaré à France 24 que le recours du régime à de telles pratiques constitue un aveu d’échec de la part des autorités, qui se révèlent incapables de faire respecter la loi sur le port du voile, malgré une répression sévère et brutale.

## Activisme
Le 2 novembre 2024, la jeune femme de l’université des sciences et de la recherche, potentiellement appelée Ahoo Daryaei, est devenue un symbole de résistance contre le hijab obligatoire et les restrictions imposées aux femmes en Iran, à l'Université islamique Azad de Téhéran. Selon des témoins, elle a été confrontée par des agents de sécurité de l'université et des membres des Basij, une milice islamiste, pour ne pas porter correctement son voile conformément aux codes vestimentaires stricts.
Pendant l'altercation, les Basij, une milice islamiste affiliée au groupe terroriste du corps des gardiens de la révolution islamique, auraient tenté de la placer en détention sous prétexte de violation des règles du hijab et du masque, déchirant son pull en essayant de faire appliquer le hijab obligatoire. La politologue Mahnaz Shirali indique que la situation a basculé lorsqu'elle a retiré ses vêtements restants et s'est assise en sous-vêtements dans la cour de l'université, en signe de défiance.
Elle a ensuite continué sa protestation dans la rue en sous-vêtements, dénonçant publiquement les lois sur le hijab obligatoire. La protestation a été capturée en vidéo par des passants, et les images ont rapidement circulé sur les réseaux sociaux, attirant l'attention tant en Iran qu'à l'international.

## Conséquences
Le canal Telegram du Bulletin d'Amir Kabir a identifié la jeune femme comme étant Ahoo Daryayi, étudiante en langue française à l’Université Azad des sciences et de la recherche.
La jeune femme fait face à de graves conséquences juridiques pour sa protestation, avec des accusations potentielles qui pourraient entraîner la peine de mort pour "offenses morales", selon la politologue Mahnaz Shirali. La sociologue Azadeh Kian a ajouté que si les troubles psychiatriques sont exclus, elle pourrait être confrontée à des peines de flagellation, de prison et potentiellement à une longue peine pour des accusations de "débauche" ou de "prostitution". La répression de ces dissidences reste profondément ancrée dans les politiques de la République islamique, même après l’élection du président Masoud Pezeshkian en juillet.
La jeune femme de l’université des sciences et de la recherche a été arrêtée par des agents en civil et placée en détention. Son lieu de détention et son état de santé sont inconnus, bien que des rapports suggèrent qu'elle pourrait être retenue dans un établissement psychiatrique. Amnesty International et d'autres organisations de défense des droits de l'homme ont demandé sa libération immédiate et inconditionnelle, soulignant la nécessité d'une enquête indépendante sur les abus présumés lors de son arrestation. La National Secular Society a appelé le gouvernement britannique à faire pression sur les autorités iraniennes pour la libération d’une femme détenue après avoir protesté contre les lois sur le hijab en Iran.
Depuis mai 2023, les autorités iraniennes élaboraient une nouvelle loi renforçant l'obligation du port du voile pour les femmes et les filles. Cette nouvelle législation est entrée en vigueur le 13 décembre 2024, peu de temps après l'arrestation de Ahou Daryaei, et prévoit des sanctions sévères contre les protestations pacifiques, notamment la peine de mort, la flagellation, des peines d'emprisonnement et des amendes considérables pour celles qui défient ces règles. Elle accorde également une impunité complète aux membres des milices autoproclamées qui remplissent leur « devoir religieux » en imposant le port obligatoire du voile. Amnesty International a dénoncé cette loi comme une intensification de l'oppression à l'encontre des femmes et des filles en Iran, soulignant qu'elle vise à écraser la résistance contre le port obligatoire du voile.
Le 19 novembre 2024, Ahou Daryaei a été libérée par les autorités iraniennes et remise à sa famille après une forte mobilisation internationale et la diffusion virale de son acte de protestation. Selon la Franco-Iranienne Reihaneh Noveir, membre du collectif Femme Azadi, cette décision aurait été motivée par la crainte du régime de provoquer de nouvelles manifestations à grande échelle. « Étant donné qu'elle a été transférée à l'hôpital et qu'il a été constaté qu'elle était malade, elle a été remise à sa famille, qui s'occupe actuellement d'elle, et aucune procédure judiciaire n'a été engagée à son encontre », a déclaré lors d'une conférence de presse Asghar Jahangir, le porte-parole du système judiciaire iranien.

## Réactions internationales
Le 5 novembre, des centaines d'Iraniens et de Français se sont rassemblés en soirée au centre de Paris, devant le Panthéon, près de l'université de la Sorbonne, scandant des slogans et prononçant des discours pour soutenir la résistance des femmes iraniennes contre l'oppression. Des membres des deux chambres du Parlement français des partis écologiste et de gauche étaient présents, ainsi que des membres de l'association Femen et du syndicat CGT,.
Le 8 novembre, une manifestation de soutien à Piccadilly Circus à Londres rassemble les Femen et l'association One Law for All.
Mahdieh Golroo a écrit au sujet de l'incident : « La jeune femme de l’université des sciences et de la recherche n'a pas de nom ; son nom est être une femme en Iran. Son nom est Nika, Sarina et Hadis. Son nom est Femme, Vie, Liberté,. »
Les organisations de défense des droits humains, dont Amnesty International, ont appelé à sa libération immédiate.
Le 10 novembre 2024, la Global Science Foundation (GSF) a publié une déclaration appelant à une prise de conscience et à des actions internationales concernant la détention de "La jeune femme de l’université des sciences et de la recherche". La GSF a exprimé ses préoccupations quant au traitement des femmes en Iran qui résistent activement aux lois obligatoires sur le hijab, attirant spécifiquement l'attention sur les mesures violentes qui auraient été prises contre elle. En insistant sur la nécessité de rendre des comptes, la GSF a exhorté les organisations internationales de défense des droits de l'homme et les gouvernements étrangers à faire pression sur les autorités iraniennes pour obtenir sa libération et assurer sa sécurité. La déclaration de la GSF souligne l'impact symbolique de sa protestation sur les discussions mondiales autour des droits des femmes et des politiques religieuses imposées par l'État.
La Rapporteuse spéciale des Nations unies sur les droits de l'homme en Iran, Mai Sato, a annoncé que l’incident impliquant la jeune femme qui s’est dénudée en protestation contre le hijab obligatoire à l’université des sciences et de la recherche de Téhéran est étroitement surveillé. Elle a également partagé une vidéo montrant cette femme en sous-vêtements protestant sur le campus, écrivant sur le réseau X le samedi 2 novembre : « Je vais suivre de près cet incident, ainsi que la réponse des autorités iraniennes. »
De nombreux hommages artistiques ont été rendus à Ahou Daryaei, la représentant souvent comme une figure imposante et isolée au milieu d'une foule de femmes voilées, passives, voire accusatrices, malgré la persistance du mouvement pour la liberté en Iran. Cet angle a été jugé clivant par certains médias indépendants, dont Mr Mondialisation et Arrêt sur images, qui soulignent que ces représentations tendent à pointer les victimes comme responsables de l’oppression, tandis que les oppresseurs, et plus largement les hommes, en sont largement absents.